# Ван Римсдайк, Тревор
Тре́вор ван Ри́мсдайк (англ. Trevor van Riemsdyk; 24 июля 1991, Мидлтаун, США) — американский хоккеист, защитник. Игрок клуба Национальной хоккейной лиги (НХЛ) «Вашингтон Кэпиталз». Обладатель Кубка Стэнли 2015 года в составе «Чикаго Блэкхокс». Старший брат Тревора, Джеймс, также является хоккеистом.Младший брат,Брендан,тоже пошёл по стопам старших братьев,но таких успехов на льду,не добился.

## Игровая карьера
24 марта 2014 года Тревор ван Римсдайк подписал двухлетний контракт с «Чикаго Блэкхокс». В составе «Чикаго» ван Римсдайк дебютировал 9 октября в матче против «Даллас Старз». Спустя месяц, 9 ноября, он набрал первое очко в НХЛ за результативную передачу в матче против «Сан-Хосе Шаркс». 16 ноября в матче против «Далласа» ван Римсдайк получил травму колена, из-за которой был вынужден пропустить остаток регулярного чемпионата и три раунда плей-офф. В финальной серии против «Тампы-Бэй Лайтнинг» он сыграл четыре матча и вместе с «Чикаго» стал обладателем Кубка Стэнли.
7 июля 2015 года ван Римсдайк заключил с «Чикаго» новое соглашение на два года — до конца сезона 2017/18.
22 июня 2017 года ван Римсдайка на драфте расширения выбрал новичок лиги «Вегас Голден Найтс». В тот же день «Вегас» обменял ван Римсдайка и право выбора в шестом раунде драфта 2018 года в «Каролину Харрикейнз» на выбор во втором раунде драфта 2017 года, полученный ранее от «Питтсбурга» (62 общий).

## Статистика
| Легенда | Легенда                    | Легенда | Легенда                   | Легенда | Легенда    |
| ------- | -------------------------- | ------- | ------------------------- | ------- | ---------- |
| И       | Количество проведённых игр | Штр     | Штрафное время            | +/−     | Плюс-минус |
| Г       | Голы                       | П       | Голевые передачи          | О       | Очки       |
| -       | Статистика неизвестна      | —       | Статистика не учитывалась |         |            |